# البيئة الصفية المتكاملة
إن عملية التعليم والتعلم لا تحدث في فراغ ولكنها تتم داخل إطار من العوامل المادية والإنسانية والنفسية وهذا الإطار يؤثر على سير العملية التعليمية سلبا أو إيجابا بغض النظر عن الأسلوب الذي يتبعه المعلم في التدريس، لذلك فعلى المعلم أن يولي اهتماما خاصا للتعرف على طبيعة البيئة الصفية التي يعمل في إطارها وأن يتعرف على العناصر المكونة لها على طبيعة التفاعل بين تلك العناصر، ثم يعمل على تنظيمها بالطريقة التي تؤدي إلى خلق الظروف المساعدة على التعلم إلى أقصى حد ممكن. ويمكن أن نعرف البيئة الصفية بأنها  «الوسط الذي يحدث خلاله التعليم والتعلم ويتكون من عناصر مادية وإنسانية ونفسية ويؤثرفي العملية التعليمية سلبا أو إيجابا». ويرى كثير من التربويون أن البيئة الصفية مجموعة من الخصائص التي تؤثر في العملية التعليمية.

## ومن أهم هذه الخصائص
- تعدد الأبعاد: وهي تشير إلى الكمية الكبيرة من الأحداث والفعاليات التي تحدث داخل غرفة الصف، فغرفة الصف تضم العديد من المتعلمين الذين تختلف قدراتهم وميولهم واهتماماتهم والذين يتوجب عليهم استخدام مصادر وأدوات ووسائل محددة لتحقيق العديد من الأهداف التعليمية والاجتماعية والشخصية. لذلك فعلى المعلم تنظيم وتنسيق العديد من الأنشطة.
- لتزامن:ا وتشير هذه الخاصية إلى حقيقة أن الكثير من الأشياء تحدث في نفس اللحظة داخل غرفة الصف وعلى المعلم أن يستجيب لأكثر من حدث في نفس الوقت فبينما يقوم المعلم بتوجيه فردي لأحد التلاميذ عليه أن يراقب بقية تلاميذ الصف، وأثناء المناقشات الصفية على المعلم أن يستمع إلى إجابة تلميذ ما وفي نفس الوقت يلاحظ انطباعات التلاميذ الآخرين والتي تدل على الفهم أو الاستغراب أو عدم الوضوح، وفي نفس الوقت عليه أن يحضر السؤال التالي وان يراقب الفصل حتى لا تحدث سلوكيات مخلة بالنظام.
- الفورية: تشير هذه الخاصية إلى سرعة تتابع الأحداث داخل الصف فقد تبين من بعض الدراسات أن المعلم يتفاعل مع التلاميذ كل على حدة عدد كبير من المرات في اليوم الواحد،كما أكدت الدراسات على أن الإدارة الصفية الفاعلة تعتمد على قدرة المعلم على الحفاظ على استمرارية الأحداث وتتابعها والإبقاء على زخم العملية التعليمية.
- عدم التوقع: تشير هذه الخاصية إلى حقيقة أن الأحداث الصفية قد تخرج عما خطط له المعلم فكثيرا ما يحدث ما يشتت انتباه المتعلمين أو ما يقطع تتابع الأنشطة الصفية غالبا ما تعتمد على بعضها البعض فعدم تحقق نشاط ما قد يؤثر على بقية الأنشطة التالية، لذلك لا يعرف المعلم كيف ستسير الأمور داخل غرفة الصف وعليه أن يكون مستعدا لمواجهة الأمورغير المتوقعة والتعامل معها.
- العمومية: تشير هذه الخاصية إلى أن غرفة الصف مكان عام وأن ما يفعله المعلم أو يقوله يراه ويسمعه كل المتعلمين فإذا لم يلاحظ المعلم قيام أحد التلاميذ بالإخلال بالنظام، أو قام بتأنيب تلميذ بريء فإن ذلك يزود التلاميذ بمعلومات معينة عن طبيعة إدارة المعلم، كما أن قيام أحد التلاميذ بسلوك مخل بالنظام قد يؤدي إلى أن يشارك تلاميذ آخرون في ذلك مما يؤدي إلى تفاقم السلوك المخل بالنظام.

## مناخ الصف:[1]
إن تواجد الطلبة في بيئة معينة وتفاعلهم مع عناصرها المختلفة المادية والبشرية يترك لديهم انطباعات نفسية وينمي لديهم اتجاهات وقيم معينة، وهذه الانطباعات والاتجاهات والقيم تم تعميقها بحيث تصبح مشتركة بين معظم الطلبة مما يكون انطباعا عاما لدى الطلبة في غرفة الصف وعن المعلم وعن العملية التعليمية بشكل عام هذا ما يشير إليه علماء الإدارة والمناخ السائد للصف، ويمكن أن نعرف مناخ الصف بأنه شعور نفسي مشترك يتولد لدى المتعلمين نتيجة لوجودهم في بيئة صفية معينة وتفاعلهم مع زملائهم ومعلميهم.
مناخ الصف إما أن يكون إيجابيا بمعنى أن الانطباع العام الذي يتولد لدى المتعلمين انطباع يتسم بالرضا عن البيئة الصفية والشعور بالارتياح لوجودهم في الصف المدرسي، وإحساسهم بطمأنينة في وجود معلميهم وايجابية في التفاعل فيما بينهم مثل هذا المناخ يشكل الأساس السليم للإدارة الصفية الناجمة وعليه يعتمد نجاح العملية وتتحقق الأهداف التربوية المنشودة. إما أن يكون المناخ الصفي سلبيا بمعنى أن يشعر الطالب بضيق في وجودهم  في غرفة الصف ويشعروا بعدم ملائمة الموجودات المادية لبيئة الصف، ويشعروا بالحرج من وجود المعلم ويسود التنافر العلاقات المتبادلة بينهم، مثل هذا المناخ يشكل عائقا لحدوث التعلم الفعال ويؤدي للخروج عن النظام والمشكلات السلوكية.

## وصلات داخلية
- بيئة